# كنة الشام وكناين الشامية (مسلسل)
كنة الشام وكناين الشامية، مسلسل كويتي أنتج بعام 2012، كتبته هبة مشاري حمادة وأخرجه جمعان الرويعي.

## عن العمل
يعود المسلسل إلى مرحلة ستينات وسبعينات القرن العشرين في الكويت وذلك من خلال أسرة يتطرق من خلالها لعلاقات الأهل والعادات والتقاليد والارتباطات الزوجية فيما بينهم.
وتدور الأحداث حول «بدر» ابن «عبد اللطيف» و«بزة» المتزوج من «دلال» شقيقة «أحمد الطواش» الرجل الغني الذي بدوره متزوج من «شريفة» أخت بدر. ولبدر ودلال 4 أبناء هم «جراح» و«صقر» و«عقاب» و«شاهين»، ولأحمد وشريفة 3 بنات وولد هم «لولوة» و«نادية» و«ثريا» و«يحيى». وبعد وفاة أحمد وشريفة بحادث، وبعدها ينتقل أبناء أحمد للسكن في بيت خالهم بدر، ويقوم بدر بعمل مكيدة ليحيى بحيث يبعثه للهند كي لا يعود وذلك لكشف سر لم يكن يعرفه سواه وأمه بزة وأخته شريفة وهو إن يحيى ليس ابن أحمد، وذلك لأن شريفة عندما كانت حاملًا هددها أحمد بإنها إن لم تنجب ذكرًا فإنه سيطلقها ويتزوج بأخرى، ولذلك قامت بزة وبمساعدة من بدر عند ولادة شريفة وإنجابها لأنثى بتبديلها مع ابن لأسرة هندية ولد بذات الفترة هو يحيى، ولذلك فإن يحيى لا يعتبر إبنًا لأحمد، وفي نفس اليوم المفترض لذهاب يحيى للهند عادت ابنه أحمد التي أعطيت للأسرة الهندية وهي «شارميلا» ويحضرها للمنزل ويكشف للجميع هذا السر وتؤكد والدته على كلامه، وبعد ذلك قامت بزة بتغيير اسمها إلى «موزة». وبعد ذلك يقوم بدر بعده ألاعيب من أجل تزويج أبنائه جراح وعقاب وصقر من لولوة ونادية وثريا، حيث خطط بالبداية من أجل تطليق لولوة من زوجها «راشد»، وقام ببعث رسالة باسم لولوة لزوجها تطلب فيها الطلاق وأرسل رسالة إلى لولوة باسم راشد يطلقها بها، وبعد ذلك حقق ما يريد من تزوج أبنائه من بنات شقيقته.
وبعد ذلك يظهر انتقال الأسرة إلى منطقة الشامية، وهناك تظهر العلاقات بين كل زوجين، حيث جراح الذي تزوج من لولوة وهو لا يحبها بل يحب أختها ثريا التي تزوجت أخيه صقر ومحاولته التأقلم مع حياته الجديدة والتي دائمًا ما تفشل بسبب حبه الكبير لثريا وسعادته عند رؤيتها تتشاجر مع صقر، كما إن علاقة صقر وثريا وعلى الرغم من الحب الكبير بينهما إلا إنها تصطدم دومًا برغبه كل منهما بالحفاظ على كرامته والتي تعتبر دائمًا الأهم بالنسبة لهما كما إن العناد كان سائدًا بحياتهما وذلك لحفظ كرامة كل منهما وعدم رغبه كل طرف بالتنازل للطرف الآخر، كما إن عقاب ونادية يعانون من مشكلة عدم قدرة عقاب على ممارسة إتمام الزواج بسبب مرض القلب الذي يعاني منه وإخفائهما الأمر عن الجميع. ومع مرور الأيام تتصلح العلاقة بين جراح ولولوة وذلك بعد مقارنته لتصرفاتها مع أختها ثريا، بينما تسوء العلاقة بين ثريا وصقر وتصل إلى الطلاق بسبب عناد كل منهما وعلى الرغم من محبتهما لبعض، بينما عقاب ونادية وبعد أن تعالج عقاب تستمر مشكلة عدم الإنجاب والذي ظهر إنه بسبب نادية وإدى ذلك إلى زواج عقاب بالسر من امرأة مصرية هي «رضا» والتي أنجبت له ولداً قام عقاب بإحضاره لنادية كي يقوما بتربيته وأخبرها إنه متبنيه. ومع هذا يظهر أيضًا علاقة شاهين مع جارتهم «نورة» والتي تفسدها دلال وذلك من أجل تزويج شاهين من موزة على الرغم من إنهما لا يحبان بعض، إلا إن الزواج يتم. وبنهاية العمل تظهر قصة زواج بدر من الشامية «وداد» التي كان بينها وبين صقر علاقة واتفقا على الزواج إلا إنه حدث بينهما مشكلة أدت إلى تخلف صقر عن وعده فوجدت زواجها من أبيه فرصة كي تنتقم منه، وأنكشف هذا الزواج للجميع بنهاية المسلسل، على أن يتم إكمال القصة بالجزء الثاني.

## الفنانون المشاركون بالعمل
| الممثلين           | الدور                                      |
| ------------------ | ------------------------------------------ |
| مريم الصالح        | الجده بزة                                  |
| عبد الرحمن العقل   | بدر أبو الاولاد                            |
| محمد جابر          | الجد عبد اللطيف                            |
| إلهام الفضالة      | دلال زوجه بدر                              |
| سمير القلاف        | حميدي                                      |
| يعقوب عبد الله     | عقاب الابن الثالث لبدر ودلال               |
| شجون الهاجري       | ثريا الابنه الثانيه لأحمد وشريفه           |
| بشار الشطي         | صقر الابن الثاني لبدر ودلال                |
| علي كاكولي         | جراح الابن الأول لبدر ودلال                |
| مرام البلوشي       | لولوة الابنه الاولى لأحمد وشريفه           |
| فاطمة الصفي        | نادية الابنه الثالثه لأحمد وشريفه          |
| حمد أشكناني        | شاهين الابن الرابع لبدر ودلال              |
| ليلى عبد الله      | شارميلا (موزة) الابنه الرابعه لأحمد وشريفه |
| غرور               | شريفة زوجه أحمد                            |
| فهد باسم           | يحيى                                       |
| أحمد مساعد         | أحمد أبو البنات                            |
| حلا                | نورة                                       |
| نادية كرم          | فكهات                                      |
| سماح غندور         | رضا                                        |
| مايا خوري          | وداد                                       |
| زهرة دعيج          | خميسة                                      |
| منى البلوشي        | زهرة زوجه حميدي                            |
| جمعان الرويعي      | راشد زوج لولوه                             |
| منصور حسين المنصور | عثمان                                      |